# Cigaritis scotti
Cigaritis scotti is een vlinder uit de familie van de Lycaenidae. De wetenschappelijke naam van de soort is voor het eerst gepubliceerd in 1954 door Alfred George Gabriel.
De soort komt voor in Oman en Jemen.